# 曹靖华
曹靖华（1897年8月11日—1987年9月8日），原名曹联亚，男，河南卢氏人，中国翻译家、散文家、教育家，北京大学教授。

## 生平
曹靖华是河南卢氏县五里川路沟口村人。1919年在开封省立第二中学求学时，投身于五四运动。1920年在上海外国语学社学俄文，加入社会主义青年团，并被派往莫斯科东方大学学习。1921年底回国，在北京大学旁听，与许钦文、柔石、胡也频等租住北大沙滩附近。1924年加入文学研究会。1925年，在李大钊的请求下，曾前往开封，为冯玉祥国民军中的苏联军事顾问团担任翻译。1926年北伐期间，为瓦西里·康斯坦丁诺维奇·布柳赫尔作翻译。1927年4月，重赴苏联，先后在莫斯科东方大学、列宁格勒东方语言学院任教。1933年回国，在国立北平大学女子文理学院、北平东北大学、 中国大学等校任教，并从事俄语文学翻译工作，与鲁迅和瞿秋白为好友。。1935 年 ，任郑振铎主编的《世界文库》编译委员。1938 年，被西北聯合大學開除。1939年去重庆，任中苏文化协会常务理事，主编《苏联文学丛书》。1948年，应聘赴北平清华大学任教。
中华人民共和国成立后，从 1951 年北京大学俄罗斯语言文学系建立至 1988 年离职，曹靖华一直担任系主任，为筹建和发展北大俄文系付出大量心血。1954年，当选第一届全国人民代表大会代表。1956年加入中国共产党。1959年至1964年，任《世界文学》主编。1987年获苏联列宁格勒大学荣誉博士学位。同年8月，获苏联最高苏维埃主席团授予各国人民友谊勋章。

## 社会兼职
曾任第五、六届全国政协委员、中国文联委员、国务院学位委员会委员、中国作家协会书记处书记、顾问、鲁迅博物馆顾问、中国翻译工作者协会顾问、名誉理事、中国外国文学会顾问、中国苏联文学研究会名誉会长等职。

## 作品
他的第一部译作是契诃夫的独幕剧《蠢货》，经瞿秋白推荐，在杂志《新青年》上发表。此后陆续翻译近30种苏联文学作品。60年代后，还写了许多散文。

### 散文
- 《花》
- 《春城飞花》
- 《飞花集》
- 《曹靖华散文选》
- 《曹靖华抒情散文选》
- 《望断南来雁》

### 翻译作品
- 《三姐妹》
- 《铁流》，亚历山大·绥拉菲莫维奇
- 《保卫察里津》
- 《我是劳动人民的儿子》
- 《虹》
- 《城与年》
- 《苏联作家七人集》
- 《一月九日》